# Glacier Hiawatha
Le glacier Hiawatha est un glacier du Nord-Ouest du Groenland.
En dessous de celui-ci, une équipe internationale de scientifiques a retrouvé le premier cratère notable jamais trouvé sous la glace (sur Terre). D'une largeur plus grande que la ville de Washington avec 31 kilomètres, le cratère de Hiawatha se classe parmi les vingt-cinq plus grands cratères d'impact connus dans le monde.

Deux vues de la région du cratère Hiawatha : une couverte par le glacier et l'autre montrant la topographie de la roche sans la glace.